# Лехона
Лехона (шп. Lejona) град је у Шпанији у аутономној заједници Баскија у покрајини Бискаја. Према процени из 2017. у граду је живело 30 857 становника.

## Становништво
Према процени, у граду је 2017. живело 30 857 становника.
| 2017.  |
| ------ |
| 30.857 |